# Yedashe
Yedashe är en kommun i Myanmar.   Den ligger i regionen Bagoregionen, i den centrala delen av landet, 50 km söder om huvudstaden Naypyidaw. Antalet invånare är 196 285.